# Desa Cibening (administrativ by i Indonesien, lat -6,35, long 107,06)
Desa Cibening är en administrativ by i Indonesien.   Den ligger i provinsen Jawa Barat, i den västra delen av landet, 28 km sydost om huvudstaden Jakarta.